# حرية اقتصادية
الحرية الاقتصادية (بالإنجليزية: Economic freedom)‏ هي قدرة أفراد المجتمع على اتخاذ الإجراءات الاقتصادية، وهي مصطلح يُستخدم في الاقتصاد والمناظرات السياسية وأيضا في الفلسفة الاقتصادية. يأتي أحد طرق الوصول إلى الحرية الاقتصادية من التقاليد الليبرالية التي تؤكد على حرية الأسواق والتجارة الحرة والملكية الخاصة في إطار المشاريع الحرة. وهنالك نهج آخر للوصول إلى الحرية الاقتصادية وهو التوسع في دراسة اقتصاد رفاه خيار الأفراد، وزيادة الخيارات المتاحة التي تؤدي إلى زيادة الحرية الاقتصادية. تشمل المفاهيم الأخرى للحرية الاقتصادية التحرر من الفقر وحرية المشاركة في المفاوضة الجماعية.
تُعرِّف وجهة نظر السوق الحرة الليبرالية الحرية الاقتصادية بأنها حرية إنتاج أو استهلاك أو المتاجرة بأي سلع أو خدمات مكتسبة دون استخدام القوة أو الاحتيال أو السرقة. يتجسد ذلك في سيادة القانون وحقوق الملكية وحرية التعاقد، وتتميز الحرية الاقتصادية بالانفتاح الخارجي والداخلي للأسواق، وحماية حقوق الملكية وحرية المبادرة الاقتصادية. هنالك العديد من مؤشرات الحرية الاقتصادية التي تهدف إلى قياس الحرية الاقتصادية للسوق الحرة. استنادًا إلى تلك التصنيفات، توصلت دراسات الارتباط إلى وجود نمو اقتصادي مرتفع مرتبط مع ارتفاع قيم مؤشرات الحرية الاقتصادية في تصنيفات البلد. ذهب البعض فيما يتعلق بالمقاييس الأخرى مثل المساواة والفساد والعنف السياسي والاجتماعي وارتباطها مع الحرية الاقتصادية إلى أن مؤشرات الحرية الاقتصادية تخلط بين السياسات ونتائج السياسات غير ذات الصلة لتغطية الارتباطات السلبية بين النمو الاقتصادي والحرية الاقتصادية في بعض المكونات الفرعية.

## وجهة النظر الليبرالية
وفقًا لوجهة نظر السوق الحرة الليبرالية، فإن وجود نظام آمن لحقوق الملكية الخاصة هو جزء أساسي من الحرية الاقتصادية. وتشمل هذه النظم حقَّين رئيسيين هما الحق في السيطرة على الملكية والاستفادة منها والحق في نقل الملكية الطوعي. توفر هذه الحقوق للناس إمكانية الاستقلال الذاتي وتقرير المصير وفقًا لقيمهم وأهدافهم الشخصية. يرى الاقتصادي ميلتون فريدمان حقوق الملكية بأنها «أبسط حقوق الإنسان وركيزة أساسية لحقوق الإنسان الأخرى». مع حماية حقوق الملكية، يكون الأفراد أحرارًا في اختيار استخدامات ممتلكاتهم، والكسب من خلالها ونقل الملكية لأي أحد آخر، طالما كانوا يفعلون ذلك على أساس طوعي ودون اللجوء إلى القوة أو للاحتيال أو السرقة. يستطيع معظم الناس في مثل هذه الظروف تحقيق قدر أكبر من الحرية الشخصية والتنمية مقارنة بظروف نظام إكراه حكومي. كما أن وجود نظام آمن لحقوق الملكية يقلل من حالة التشكك ويشجع الاستثمارات، ما يخلق ظروفًا ملائمة لنجاح الاقتصاد. تشير الأدلة التجريبية إلى أن الدول التي لديها نظم حقوق ملكية قوية تمتلك معدلات نمو اقتصادي أكبر بمرتين من الدول التي لديها نظم حقوق ملكية ضعيفة، وأن نظام السوق الذي يتمتع بحقوق ملكية خاصة معتبرة هو شرط أساسي من شروط تحقيق الديمقراطية. وفقًا لهيرناندو دي سوتو، فإن الكثير من الفقر في بلدان العالم الثالث ناتج عن الافتقار إلى أنظمة القوانين الغربية وحقوق الملكية الواضحة والمعترف بها عالميًا. يقول دي سوتو إنه بسبب الحواجز القانونية لا يمكن للفقراء في تلك البلدان الاستفادة من الأصول التي في حوزتهم لإنتاج المزيد من الثروة. كان بيير جوزيف برودون (الاشتراكي اللاسلطوي) أحد المفكرين الذين شككوا في الملكية الخاصة وقال إن الملكية سرقة وحرية على حد سواء.

### حرية التعاقد
حرية التعاقد هي الحق في اختيار الشخص للأطراف التي يريد التعاقد معها والتداول معها وفقًا لأي شروط وأحكام يراها مناسبة. تسمح العقود للأفراد بوضع قواعدهم القانونية واجبة النفاذ، والتي تُكيَّف تبعًا لأوضاعهم الخاصة. رغم عدم حاجة جميع العقود لتدخل الدولة من أجل نفاذها، يوجد على سبيل المثال في الولايات المتحدة عدد كبير من محاكم تحكيم الطرف الثالث التي تحل النزاعات بموجب القانون التجاري الخاص. من بين الأمور التي يُساء فهمها أن حرية التعاقد هي تحرر من تدخل الحكومة وأحكام الإنصاف القيمية المفروضة. قدم السير جورج جيسيل، رئيس مكتب المحفوظات العامة في إنكلترا، أحد أشهر التعبيرات القانونية عن مفهوم «حرية التعاقد»، ويقول:
«توجد حاجة لسياسة عامة جديدة يمتلك فيها الرجال الراشدون ذوو الفهم الوافي أقصى درجات حرية التعاقد، وأن تكون عقودهم عند إبرامها بحرية وطواعية مقدسة ونافذة في محاكم العدل. لذلك يجب أخذ هذه السياسة العامة ذات الأهمية الكبيرة بعين الاعتبار، ولن يكون هنالك أدنى حاجة للتدخل بحرية التعاقد تلك».
تجلى أحد أقوى التعبيرات القانونية لحرية التعاقد في قضية المحكمة العليا في الولايات المتحدة «لوكنر ضد نيويورك» التي ألغت القيود القانونية على ساعات عمل الخبازين.

يزعم منتقدو وجهة النظر الكلاسيكية لحرية التعاقد أن هذه الحرية وهمية عندما تكون قوة التفاوض للأطراف غير متكافئة إلى حد كبير، وعلى الأخص في حالة العقود بين أصحاب العمل والموظفين. مثل حالة القيود المفروضة على ساعات العمل، فقد يستفيد العمال من الحماية القانونية التي تمنع الأفراد من الموافقة على العقود التي تتطلب ساعات عمل طويلة. استشهدت المحكمة العليا بقرار سابق في قرارها بشأن قضية «شركة فندق ويست كوست ضد باريش» في عام 1937 ملغية الحكم في قضية «لوكنر».
«اعترفت الهيئة التشريعية أيضًا بالحقيقة التي أثبتتها تجربة المشرعين في العديد من الولايات، بأن أصحاب العمل وعمالهم لا يقفون على قدم المساواة، وأن مصالحهم متضاربة (صفحة 394) إلى حد ما. يرغب أصحاب العمل بشكل طبيعي في الحصول على أكبر قدر من العمل من موظفيهم، في حين أن الأخيرين غالبًا ما يدفعهم الخوف من الإقالة إلى الموافقة على القوانين التي تكون أحكامها عند تطبيقها بشكل عادل مضرة بصحتهم أو قوتهم. بعبارة أخرى، فإن أصحاب العمل يضعون القواعد والعمال مقيدون عمليًا بإطاعتها. في مثل هذه الحالات، تكون المصلحة الذاتية دليلًا غير آمن، وقد ينبغي على الهيئة التشريعية التدخل وفقًا لسلطتها بالشكل الملائم».
من تلك القضية فصاعدًا، رفضت المحاكم الأمريكية وجهة نظر «لوكنر» بشأن حرية التعاقد.

### الحرية الاقتصادية والسياسية
يؤكد بعض مؤيدي السوق الحرة على أن الحريات السياسية والمدنية توسعت في آن واحد مع توسع الاقتصادات القائمة على السوق، ويقدمون أدلة تجريبية لدعم الادعاء بترابط الحريات الاقتصادية والسياسية.
في كتاب الرأسمالية والحرية (1962)، طور فريدمان فكرة فريدريش فون هايك التي تقول بإن الحرية الاقتصادية (التي هي بحد ذاتها عنصر مهم من عناصر الحرية الكاملة) هي أيضًا شرط ضروري لتحقيق الحرية السياسية. وعلق قائلًا إن السيطرة المركزية على الأنشطة الاقتصادية كانت دائمًا مصحوبة بالقمع السياسي. يرى أن الطابع الطوعي لجميع العمليات التجارية في اقتصاد السوق الحرة والتنوع الواسع الذي يسمح به يشكلان تهديدًا رئيسيًا للقادة السياسيين القمعيين ويقلل كثيرًا من قوة الإكراه. تُفصَل القوة الاقتصادية عن القوة السياسية من خلال القضاء على السيطرة المركزية على الأنشطة الاقتصادية، ويمكن أن يُمثل الفرد قوة مكافئة للآخر. يشعر فريدمان أن الرأسمالية التنافسية ذات أهمية بشكل خاص لمجموعات الأقليات، نظرًا إلى أن قوى السوق غير الشخصية تحمي الأفراد في أنشطتهم الاقتصادية من التمييز لأسباب لا علاقة لها بإنتاجيتهم.
أكد لودفيغ فون ميسيس (خبير الاقتصاد في المدرسة النمساوية) على اعتماد كل من الحرية الاقتصادية والحرية السياسية على بعضها البعض، ويقول: «إن فكرة إمكانية الحفاظ على الحرية السياسية في غياب الحرية الاقتصادية، والعكس بالعكس، هي مجرد وهم. الحرية السياسية هي نتيجة طبيعية للحرية الاقتصادية. لم يكن من باب الصدفة أن عصر الرأسمالية أصبح أيضًا عصر الحكم من قبل الشعب».

### مؤشرات الحرية الاقتصادية
الاستطلاعات السنوية، الحرية الاقتصادية في العالم ومؤشر الحرية الاقتصادية هما مؤشرين يحاولان قياس درجة الحرية الاقتصادية في دول العالم. من المحتمل أن يكون مؤشر الحرية الاقتصادية في العالم، الذي طُور في الأصل بواسطة غوراتني ولاوسن وبلاك في معهد فريزر، هو الأكثر استخدامًا في الدراسات التجريبية اعتبارًا من عام 2000.
نمت درجة الحرية الاقتصادية في العالم للعالم بأسره بشكل كبير في العقود الأخيرة. ارتفع متوسط الدرجة من 5,17 في عام 1985 إلى 6,4 في عام 2005. ومن بين الدول في عام 1985، زادت 95 دولة من درجاتها، وشهدت سبع دول انخفاضًا، ولم تتغير الدرجة في ست دول. باستخدام منهجية مؤشر الحرية الاقتصادية لعام 2008، زادت الحرية الاقتصادية العالمية بمقدار 2,6 نقطة منذ عام 1995.
يستخدم أعضاء مجموعة البنك الدولي أيضًا مؤشر الحرية الاقتصادية كمؤشر لمناخ الاستثمار، لأنه يغطي المزيد من الجوانب ذات الصلة بالقطاع الخاص في عدد كبير من البلدان.

#### النقد
غالبًا ما تكون طبيعة الحرية الاقتصادية محل نزاع. حتى أن روبرت لاوسون، المؤلف المشارك لمؤشر الحرية الاقتصادية في العالم، يعترف بأوجه القصور المحتملة لمؤشرات الحرية: «الغرض من مؤشر الحرية الاقتصادية في العال هو، بلا شك، قياس درجة الحرية الاقتصادية الموجودة». ويشبّه المحاولات الأخيرة لخبراء الاقتصاد لقياس الحرية الاقتصادية بالمحاولات الأولية لخبراء الاقتصاد لقياس الناتج المحلي الإجمالي: «كانوا [خبراء الاقتصاد الكلي] علماءً جلسوا لتصميم مقياس للنشاط الاقتصادي الحالي للأمة، بأفضل ما في وسعهم باستخدام الأدوات المتاحة. النشاط الاقتصادي موجود ووظيفتهم كانت قياسه. وبالمثل توجد الحرية الاقتصادية. إنها شيء يمكننا تعريفه وقياسه». وبالتالي، يترتب على ذلك أن بعض الاقتصاديين والاشتراكيين والفوضويين يؤكدون أن المؤشرات الحالية للحرية الاقتصادية محددة بشكل ضيق للغاية ويجب أن تأخذ في الاعتبار المفهوم الأوسع للحريات الاقتصادية.
يعارض منتقدو المؤشرات (مثل ثوم هارتمان) أيضًا إدراج التدابير المتعلقة بالأعمال مثل مواثيق الشركات وحماية الملكية الفكرية. صرح جون ميلر في كتابه «الدولارات والإحساس» أن المؤشرات مقياس ضعيف إما للحرية بتفسير أوسع أو للازدهار. يجادل بأن الارتباط الكبير بين مستويات المعيشة والحرية الاقتصادية كما قيس بواسطة مؤشر الحرية الاقتصادية هو نتيجة الخيارات التي أجريت في بناء المؤشر الذي يضمن هذه النتيجة. على سبيل المثال، معاملة قطاع غير رسمي كبير (شائع في البلدان الفقيرة) كمؤشر لسياسة حكومية مقيدة، واستخدام التغيير في نسبة الإنفاق الحكومي إلى الدخل القومي، بدلًا من مستوى هذه النسبة. يجادل هارتمان بأن هذه الخيارات تجعل الدول الأوروبية الديمقراطية الاجتماعية في مرتبة أعلى من البلدان التي يكون فيها نصيب الحكومة من الاقتصاد صغيرًا ولكنه ينمو.
أشار الخبيران الاقتصاديان داني رودريك وجيفري ساكس بشكل منفصل إلى أنه يبدو أن هناك القليل من الارتباط بين الحرية الاقتصادية المقاسة والنمو الاقتصادي عندما يجري تجاهل أقل البلدان حرية، كما يتضح من النمو القوي للاقتصاد الصيني في السنوات الأخيرة. وجد موريس ألتمان أن هناك ارتباطًا كبيرًا نسبيًا بين الحرية الاقتصادية ودخل الفرد ونمو نصيب الفرد. يجادل بأن هذا صحيح بشكل خاص عندما يتعلق الأمر بالمؤشرات الفرعية المتعلقة بحقوق الملكية والمال المكتسب، بينما يشكك في أهمية المؤشرات الفرعية المتعلقة بتنظيم العمل وحجم الحكومة بمجرد تمرير قيم عتبة معينة. يلاحظ جون ميلر كذلك أن هونج كونج وسنغافورة، وكلاهما حرتان جزئيًا وفقًا لمؤسسة فريدوم هاوس، هما دولتان رائدتان في كلا مؤشري الحرية الاقتصادية ويلقي بظلال من الشك على الادعاء بأن الحرية الاقتصادية المقاسة مرتبطة بالحرية السياسية. ومع ذلك، وفقًا لمؤسسة فريدوم هاوس، هناك علاقة ارتباط عالية وذات دلالة إحصائية بين مستوى الحرية السياسية كما قيست بواسطة فريدوم هاوس والحرية الاقتصادية كما قيست بواسطة مسح وول ستريت جورنال/ هيريتيج فاونديشن.

## قائمة الدول
| الترتيب | الدولة                   | % الحرية |
| ------- | ------------------------ | -------- |
| 1       | هونغ كونغ                | 89.8     |
| 2       | سنغافورة                 | 88.6     |
| 3       | نيوزيلندا                | 83.7     |
| 4       | سويسرا                   | 81.5     |
| 5       | أستراليا                 | 81.0     |
| 6       | إستونيا                  | 79.1     |
| 7       | كندا                     | 78.5     |
| 8       | الإمارات العربية المتحدة | 76.9     |
| 9       | أيرلندا                  | 76.7     |
| 10      | تشيلي                    | 76.5     |
| 11      | تايوان                   | 76.5     |
| 12      | المملكة المتحدة          | 76.4     |
| 13      | جورجيا                   | 76.0     |
| 14      | لوكسمبورغ                | 75.9     |
| 15      | هولندا                   | 75.8     |

| الترتيب | الدولة           | % الحرية |
| ------- | ---------------- | -------- |
| 166     | أوكرانيا         | 48.5     |
| 167     | سورينام          | 48.1     |
| 168     | بوليفيا          | 48.0     |
| 169     | غينيا بيساو      | 47.7     |
| 170     | تركمانستان       | 47.6     |
| 171     | جيبوتي           | 47.4     |
| 172     | الجزائر          | 46.7     |
| 173     | تيمور الشرقية    | 46.5     |
| 174     | غينيا الاستوائية | 46.3     |
| 175     | زيمبابوي         | 45.0     |
| 176     | إرتريا           | 44.0     |
| 177     | جمهورية الكونغو  | 40.0     |
| 178     | كوبا             | 33.9     |
| 179     | فنزويلا          | 27.0     |
| 180     | كوريا الشمالية   | 4.9      |

## وصلات خارجية
- الحرية الاقتصادية
- منبر الحرية